# 케른텐주

케른텐 주의 위치

케른텐주(독일어: Kärnten)는 오스트리아 남부에 있는 주이다. 면적 9,535.97km2, 인구 559,891(2006). 주도는 클라겐푸르트이다. 라틴어 이름인 카린티아(Carinthia)라고 부르기도 한다.

주기
주 문장

## 명칭
'케른텐'은 독일어의 명칭으로서, 중세 초기에는 카란타니아라고 하는 슬라브인 국가가 있던 지역이다. 슬로베니아어로는 코로슈카(Koroška), 이탈리아어로는 카린치아(Carinzia), 중립 명칭(라틴어)으로는 카린티아(Carinthia)라고 한다. 어원은 명확하지 않은데, 켈트어파 언어로 "친구", "친척"을 뜻하는 '카란트'(carant)에서 유래했다는 설도 있고, 청동기 시대의 일리리아인들의 언어로 "돌", "바위"를 뜻하는 단어인 '카란트'(karant)에서 유래했다는 설도 있다.

## 역사
로마 제국에 속했다가 이후 여러 민족의 침입을 받았다. 중세 초기에는 슬라브족이 차지하여 카란타니아(Carantania)라는 지역으로서 오늘날 지명의 기원이 되었다. 이 카란타니아 슬라브족 집단은 현대 슬로베니아인의 기원이 된 것으로 여겨지고 있다. 8세기가 되면 바이에른이 카란타니아를 차지하여 슬라브족을 지배하였다. 843년 베르됭 조약 이후 동프랑크 왕국의 한 지역이 되었다가 976년 신성 로마 제국의 오토 2세의 공작령이 되었다. 이후 케른텐 공국으로 존속하며 합스부르크 왕가의 소유가 되어 그러한 상태가 19세기까지 지속되었다. 1918년 오스트리아 공화국이 출범하면서 한 주가 되었으며, 옛 케른텐 공국의 일부는 이탈리아 왕국 및 새로 형성된 유고슬라비아 왕국(세르비아-크로아티아-슬로베니아 왕국)에 넘겨주었다.

## 지리
오스트리아 중남부, 알프스산맥 지역에 위치한다. 서부는 티롤주의 동부 지역에 접하며, 이 곳에 오스트리아 최고봉인 그로스글로크너산이 있다. 도나우강의 지류 드라바강(드라우강)이 흐른다. 남쪽 경계는 이탈리아·슬로베니아와 국경을 이룬다. 서쪽과 북쪽에 높은 산이 많으나, 전반적으로는 알프스산맥에서 낮은 지대로 예로부터 유럽의 남부와 북부를 연결하는 교통로에 해당하는 곳이다.
드라바강의 분지에서 농업이 활발하며, 산지에는 삼림이 울창하다. 수력발전을 이용한 공업도 발달되어 있다. 아름다운 경치를 가진 관광지가 많아 관광업도 발달되어 있다. 이탈리아·슬로베니아와 접하여 이 곳은 라틴·슬라브·게르만 문화권의 경계 지역으로, 복잡한 민족 구성을 이뤘던 곳이다. 현재도 슬로베니아어를 쓰는 소수민족이 남아 있다.

## 행정 구역
케른텐주는 2개 헌장 도시, 8개 군으로 구성되어 있다.

### 헌장 도시
- 클라겐푸르트(주도)
- 필라흐

### 군
- 볼프스베르크군
- 슈피탈안데어드라우군
- 장크트파이트안데어글란군
- 클라겐푸르트란트군
- 펠트키르헨군
- 푈커마르크트군
- 필라흐란트군
- 헤르마고어군